# Rowan Moore
Rowan Moore is een Nederlands model, zangeres, componist en ondernemer.

## Jeugd en opleiding
Moore is geboren in Israël en opgegroeid in Engeland. Voordat ze begon in de groep Centerfold was ze fotomodel. Ze poseerde voor onder meer de Nederlandse Playboy en verscheen in 1983 als Playmate of the Month. In mei 1984 nogmaals als onderdeel van de groep Centerfold.

## Zanggroepen
Centerfold was actief van 1984 tot en met 1989 en bestond naast Moore uit Laura Fygi en Cecilia de la Rie. Tijdens optredens gingen de dames in beginsel gekleed in sexy lingerie en uitdagende creaties van onder meer modeontwerpers Jean-Paul Gaultier en Azzedine Alaia. Ze hadden hits in Europa maar ook in Japan. Moore hield zich bezig met de art direction en styling, was verantwoordelijk voor de choreografie en schreef mee aan de nummers, zoals de hit "Dictator". Zij werkte aan de videoclips van de groep en produceerde samen met regisseur Flip van Vliet de videoclip van de Golden Earring-cover "Radar Love", waarvoor zij leadzanger Barry Hay uitnodigde voor een bijrol als "boze vader". Na Centerfold zongen Laura Fygi en Rowan Moore in The Backlot. Deze groep bracht slechts enkele singles en een titelloze mini-cd uit en ging in 1990 weer uit elkaar.

## Verdere carrière
In juli 1989 maakte Moore haar debuut als tv-presentatrice in de tweede aflevering van de VPRO-serie Fietsen door de jaren 80. Op 2 oktober 1993 presenteerde zij de openingsshow Saturday Night Five op de eerste uitzendavond van RTL 5. Vervolgens maakte zij met verschillende bevriende muzikanten diverse muzikale uitstapjes. Onder productionele leiding van het duo Fluitsma & Van Tijn werd de single "Boom Ska" uitgebracht. Het ging om een eenmalig project, want ondertussen was ze bezig met een nieuwe band, Greenhouse, in het rock/bluesgenre. In 2001 richtte ze de band Hotel Lachapelle op samen met bassiste Annemarijn Spaans, Luiz DePalma en zangeres-modeontwerpster Saskia van Drimmelen. In 2000 was ze te zien als panellid in diverse programma's, waaronder het AVRO-programma Toppop Yeah. Als "gast van toen" werden beelden getoond uit 1986 en anekdotes verteld.
Vanaf 2001 werkte zij achter de schermen in de media als uitvoerend producent van onder andere videoclips, reclameboodschappen en televisieprogramma's bij onafhankelijke producenten, waaronder Talpa, het bedrijf van haar voormalige Centerfoldbandmanager John de Mol.